# Azione Cattolica
Azione Cattolica Italiana ili samo Azione Cattolica (skr. ACI ili AC), talijanski za Katolička akcija, talijansko je katoličko laičko društvo sa sjedištem u Rimu, koje djeluje u suradnji s Katoličkom Crkvom u Italiji. Službeno je utemeljeno 1904. godine, s korijenima još u rujnu 1867. i osnivanja Talijanskog zbora katoličke mladeži. Talijanska Katolička akcija promiče načela socijalnog nauka Crkve u talijanskom društvu temeljeći svoje djelovanje na četirima načelima: poslušnosti papi odnosno Crkvi, obrazovanju u duhu Crkvenog naučiteljstva, praktičnom življenju katoličanstva u svakodnevnici te darežljivosti i pomaganju (caritá) potrebitima. Krilatica Društva jest »Solidarnost, djelovanje, žrtva«. Na vrhuncu svoga djelovanja 1959. brojila je 3,37 milijuna članova, dok ih danas broji oko milijun.

## Vanjske poveznice
- Službene mrežne stranice (tal.)

|  | Zajednički poslužitelj ima još gradiva o temi Azione Cattolica |